# Де Мереов парадокс
Теорија вероватноће представља грану математике која се бави "случајним процесима и догађајима у природи. Ова теорија вуче корене из посматрања коцкарских игара са почетка 17. века. Де Меро је био коцкар који је посматрао популарну игру бацања три коцкице. Де Мере је константовао да чешће пада збир 11 него збир 12, док је број исхода који доводе до ових сума једнак

## Приватни живот
Антоан Гомбо, Шевалијер Де Мере (1607-1684), био је француски писац. Иако није био племић, преузео је титулу шевалијера, односно витеза, за карактер у својим дијалозима када је исказивао свој став. 
Де Мере је био важан теоретичар 17. века. Истовремено је одбацивао и наследно право на престо, али и демократију. Сматрао је да власт треба да реши питања кроз отворени разговор учених људи. 
Најпознатији је остао науци у свом доприносу теорији вероватноће. Један од проблема у који је био укључен је био проблем тачака. Ако узмемо да двоје играча игра одређен број игара, на пример, најбољи од седам и били су прекинути у сред игре, пре краја. Како ће поделити улог, ако је један освојио три игре, а други само једну. Следећи проблем који се јављао јесте данас познат у статистици као Де Мереов парадокс.

## Парадокс
Прво постављамо питање, шта је од од следећих понуђених више могуће:
1. Да се добије барем једна шестица у четири покушаја бацања коцкице.
2. Да се добије барем једна дупла шестица у 24 бацања пара коцкица.

Шевалијер де Мере је веровао да ова два морају бити једнака, на основу следећег размишљања:
1. Добијање пара шестица у једном бацању пара коцкица има исту вероватноћу као добијање две шестице у два бацања једне коцкице.
2. Вероватноћа да се добију две шестице у два бацања је 1/6 , као и вероватноћа да се добије једна шестица у једном бацању.
3. Да би се добило ово, пар коцкица би требало да се баци шест пута за свако бацање једне коцкице, како би се добила иста вероватноћа добијања пара шестица.
4. Значи, бацање пара коцкица шест пута више од броја бацања једне коцкице би требало да изједначи вероватноће.
5. Тако да бацање пара коцкица 24 пута би требало за резултат да има онолико дуплих шестица колико се може добити бацањем једне коцкице 4 пута.

Међутим, приликом клађења да ће добити две шестице након 24 бацања, Де Мере је константно губио. Преточио је овај проблем свом пријатељу, математичару Паскалу, који је решио парадокс.

## Објашњење парадокса
Бацање коцкица је експеримент са коначним бројем могућности за исти исход. Пошто коцкица има шест страна, постоји шанса од 1/6 вероватноће да се добије шестица у првом бацању коцкице. Такође, постоји и могућност од 5/6 да се не добије шестица. Ако се коцкица баци 4 пута, вероватноћа недобијања шестице расте по следећој једначини:
{\displaystyle (1+{\frac {1}{6}})^{4}=\left({\frac {5}{6}}\right)^{4}}
Тако да постоји следећа вероватноћа добијања шестице:
{\displaystyle \left({\frac {6}{6}}\right)-\left({\frac {5}{6}}\right)^{4}}
Аритметички, вероватноћа добијања шестице је око 0,5177, односно, позитивну вероватноћу добијања шестице.
Сада, ако се бацају две коцкице, из дефиниције независних догађаја, постоји око {\displaystyle \left({\frac {1}{6}}\right)^{2}=\left({\frac {1}{36}}\right)} шансе да се појави шестица . Гледајући ранију претпоставку, долазимо до закључка да је вероватноћа да се шестица не појави {\displaystyle \left({\frac {35}{36}}\right)}
Постављањем формуле вероватноће добијања барем једног пара шестица у 24 бацања видимо да:
{\displaystyle \left({\frac {36}{36}}\right)-\left({\frac {35}{36}}\right)^{24}} односно, аритметички је око 0,4914, тј, већа је вероватноћа да се не добије пар шестица у 24 бацања.

Овај парадокс спада у веридалне парадоксе, који су супротно интуицији и где су шансе распоређене другачије од онога што се очекује да ће се десити.